# Turnašica
Turnašica je naselje u Republici Hrvatskoj, u sastavu Općine Pitomača, Virovitičko-podravska županija. 

## Stanovništvo
Prema popisu stanovništva iz 2001. godine, naselje je imalo 394 stanovnika te 116 obiteljskih kućanstava.
| broj stanovnika | 301   | 347   | 322   | 388   | 417   | 457   | 423   | 483   | 404   | 416   | 401   | 373   | 407   | 382   | 394   | 333   | 268   |
|                 | 1857. | 1869. | 1880. | 1890. | 1900. | 1910. | 1921. | 1931. | 1948. | 1953. | 1961. | 1971. | 1981. | 1991. | 2001. | 2011. | 2021. |

## Poznate osobe
- Stjepan Sulimanac (27. srpnja 1915. – 18. svibnja 1994.) — političar i pisac